# LibreOffice Draw
LibreOffice Draw（リブレオフィス・ドロー）は、FOSSのベクターグラフィックスエディタである。オフィススイートのLibreOfficeに含まれるアプリケーションの1つで、The Document Foundationによって開発が行われている。
LibreOffice Drawでは、シェイプツールや直線・曲線ツール、多角形ツールなどを用い、複雑な図形を容易に作成できWYSIWYGであるため、Excel方眼紙に代わる簡易DTPソフトとして利用できる。
LibreOffice Drawは、標準のファイルフォーマットとして国際標準規格であるODFを採用している。

## 特徴
- フローチャートの効率的な作成[5]
- 寸法線の作図、長さの測定機能。
- ガイドやグリッド線への吸着機能。
- 画像の解像度や品質を指定しての圧縮機能。
- 図形およびテキストが混在する文書の作成、フローチャートや簡易製図

チラシ・パンフレット・名刺の作成。
- マニュアル等は現在は少ないが整備が進められている。[6]

### レイヤー機能について
- Microsoft Visioなどの多くの図形描画ソフトウェアでは、オブジェクトを「レイヤー」と呼ばれる機能で整理・処理を行うが、この機能はDrawにも簡易レイヤー機能として搭載されている。
- 「Ctrl+クリック」などの簡単な操作で、レイヤーの表示非表示、ロック、印刷許可を切り替えることができる。
- 例えば画像をあるレイヤーに入れロックすると、画像を動かさずに上から書き込みを行うことができる。

### インポートとエクスポート機能
- SVGのインポート[7]
- PDFのインポート、編集、エクスポート
- Microsoft Visioファイルの読み込み

## 他ソフトウェアとの比較

### 利点
- 購入費用の掛かる競合ソフトウェアである「Microsoft Visio」「Microsoft Publisher」よりは簡単に導入が行える。
- DTP用ソフトウェアであるため、DTP用途としてはWordやExcel(Excel方眼紙)より遥かに運用効率が高い。
- 動作がWord等より軽いため扱いがスムースである。またWordやPowerPointよりズーム倍率を高く設定できる。
- レイヤー機能が搭載されている。
- DTP用のガイド、スナップ機能が豊富である。
- Microsoft PowerPoint等と違いPDF作成時にブックマーク情報を出力させることが可能。またマウスのチルトホイールが可能なため閲覧がしやすい。

### 欠点
- MS Office との互換性が低い。(「pptx→LibreOffice Impressで開きサムネイル上でカット、Drawへ貼り付け→odg　」への変換、および逆変換は可能。)
- MS Officeとの操作性に差異があるため、習得が必要。
- Wordと違い異なるサイズのページが同じファイルに混在できない。
- ファイルに貼り付けた画像が表示されなくなることがごくまれにあるため、odgファイルのバックアップが必要。
- 6.x系のバージョンからCalcのOLEオブジェクトを作成し編集した際、強制終了してしまう。

## マニュアル等
- LibreOffice日本語ドキュメンテーションWiki（日本語）(利用方法のリンク等)